# Albert Bates (criminel)
Pour les articles homonymes, voir Albert Bates et Bates.
Albert Lawrence Bates est né le 16 octobre 1893 à Birmingham, en Alabama et est décédé le 4 juillet 1948 au pénitencier fédéral d'Alcatraz, en Californie. Ce criminel américain est connu pour avoir été le principal complice du gangster Machine Gun Kelly et pour avoir comme ce dernier été impliqué dans le kidnapping de l'homme d'affaires Charles Urschel.

## Biographie

### Début de carrière criminelle
Albert Bates est né le 16 octobre 1893 à Birmingham, en Alabama. Il est le fils d'Elizabeth Mary Hughes et de Wiley Bates. En 1911, Albert Bates s'engage dans l'United States Army mais, peu de temps après, il est arrêté pour désertion puis incarcéré au pénitencier fédéral d'Alcatraz (qui était alors une prison militaire), durant 15 mois. Il sera par la suite condamné à trois reprises pour cambriolage : la première fois dans le Nevada le 8 mars 1916 la seconde fois dans l'Utah le 3 août 1921 et la troisième fois dans le Colorado le 10 mai 1927.

### Complice de Machine Gun Kelly
Peu de temps après sa libération sur parole le 17 juillet 1930, Albert Bates fait la connaissance du braqueur de banques Machine Gun Kelly, qui vient tout juste de finir de purger une peine au pénitencier fédéral de Leavenworth. Aidés par d'autres complices, ils braquent leur première banque ensemble à Denton, au Texas, le 6 février 1932 et font ensuite équipe avec Eddie Bentz pour dévaliser une banque à Colfax, dans l'État de Washington le 21 septembre de la même année. Ils s'allient également par la suite avec Eddie Doll pour braquer une banque de Tupelo, dans le Mississippi le 30 novembre 1932.
Le 22 juillet 1933, Kelly et Bates kidnappent l'homme d'affaires Charles Urschel son domicile et à l'aide d'une arme avant de le conduire  dans un ranch  au Texas. Après avoir reçu les 200 000 dollars de rançon qu'ils avaient exigé pour relâcher leur prisonnier, ils libèrent finalement ce dernier le 31 juillet 1933. Néanmoins, le 12 août de la même année Bates et d'autres complices du kidnapping sont arrêtés par le FBI mais le cerveau de l'affaire, Machine Gun Kelly, ne sera lui arrêté que le 26 septembre de la même année.

### Condamnation, incarcération et décès
Tous les accusés de l'affaire Charles Urschel sont finalement reconnus coupables d'enlèvement et condamnés à la prison à perpétuité le 30 septembre 1933. Une semaine plus tard, Bates est envoyé purger sa peine à la pénitencier fédéral d'Alcatraz (qui n' est depuis sa première incarcération plus une prison réservée aux seuls militaires mais qui est devenue un pénitencier fédéral de haute-sécurité), où le rejoindra un peu plus tard Machine Gun Kelly. C'est également dans ce pénitencier que décède Bates le 4 juillet 1948, à 55 ans, d'une maladie cardiaque. Il est enterré au Holy Cross Catholic Cemetery, à Colma, en Californie.